# Moog Taurus

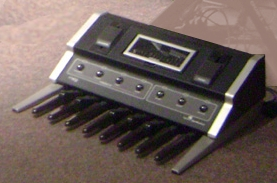
Le Taurus

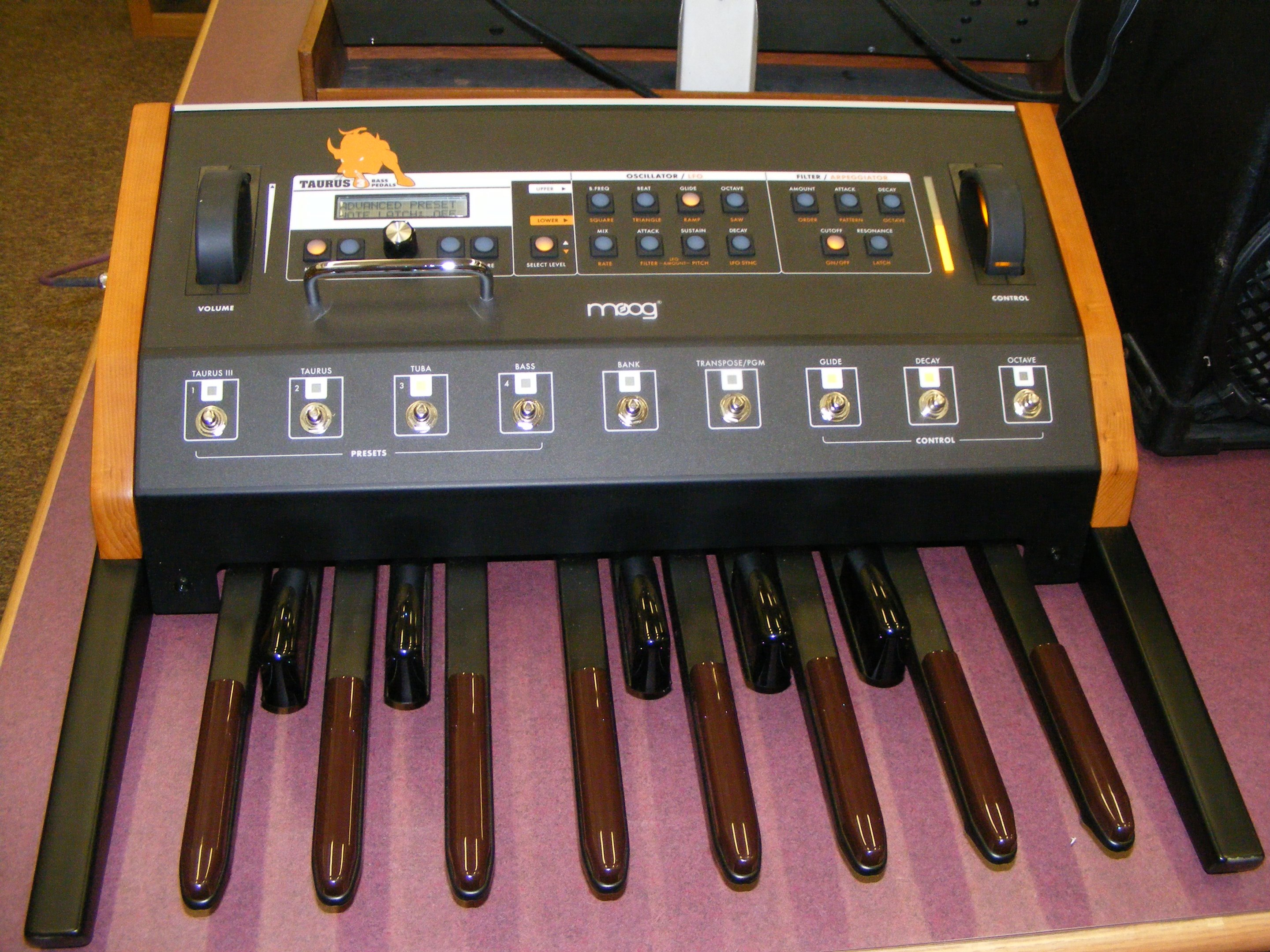
Taurus III

Le Moog Taurus est un synthétiseur analogique fabriqué par Moog Music, conçu à l'origine pour faire partie de la série de synthétiseurs Constellation. Il a la particularité de se présenter sous la forme d'un pédalier d'orgue et excelle dans la production de sonorités de type basse.
Le premier Taurus a été commercialisé à partir de 1975. Six ans plus tard, en 1981, il a laissé la place à une nouvelle version, le Taurus II. Ce second modèle a été produit jusqu'en 1983 seulement. Au lieu d’un clavier classique, le Moog Taurus dispose d'un pédalier semblable au clavier de pédale d’un orgue à épinette. Cette méthode de contrôle a été choisie car le Taurus est censé être joué avec le pied. Le Taurus complète en effet un système comprenant deux autres synthétiseurs, un polyphonique et un monophonique, dont les claviers occupent normalement déjà les mains de l'utilisateur. Le Taurus embarque un moteur de synthèse simple, optimisé pour produire des basses et donc évoluer surtout dans le registre grave. Le Taurus II sonne un peu différemment et a une palette sonore plus étendue, son architecture étant pratiquement celle du Moog Rogue. En 2010, Moog sort une nouvelle version du pédalier : le Taurus III. Malgré l’ajout de fonctionnalités modernes, celui reprend les circuits du Taurus original et sonne donc de manière similaire.
Le Taurus est principalement associé au rock progressif et a été utilisé par des groupes comme Genesis, Yes, Rush et Dream Theater, entre autres.

## Constellation et Taurus
Le Taurus faisait à l'origine faire partie d'un ensemble de synthétiseurs Moog Music appelé la Constellation. En plus du synthétiseur monophonique Taurus consacré au registre grave, la Constellation devait inclure deux claviers : Apollo (synthétiseur polyphonique) et Lyra (synthétiseur monophonique). Le concept de l'ensemble piloté par un seul musicien est le suivant : pendant que l'Apollo et la Lyra sont joués à deux mains, les notes de basse du Taurus peuvent être jouées avec le pied. La configuration Constellation, encore à l'état de prototype, a été utilisée de manière prédominante sur l'album Brain Salad Surgery du groupe Emerson, Lake & Palmer de 1973. Le groupe a également utilisé la Constellation lors de sa tournée ultérieure, mais sans le pédalier Taurus. Le système de la Constellation n'a cependant jamais été totalement finalisé, le projet étant abandonné avant la commercialisation. Des trois éléments séparés de la Constellation, seul un, le synthétiseur Lyra conçu par Robert Moog, n'a jamais été commercialisé. William Alexander, un ingénieur travaillant pour ELP, décrivait la Lyra comme "un Minimoog sur stéroïdes". Le synthétiseur polyphonique Apollo, conçu par David Luce directeur de l’ingénierie de Moog, a été remodelé et considérablement transformé pour finalement aboutir au Polymoog, qui sera produit de 1975 à 1981. Le pédalier Taurus, également conçu par Luce, a quant à lui été commercialisé tel quel de 1975 à 1981, avant de céder la place à un nouveau modèle. La fabrication du Taurus est robuste, ses commandes de programmation fine du son, qui se manipulent à la main, sont notamment protégées par une fenêtre en plastique amovible afin d'éviter toute modification accidentelle par un mouvement de pied intempestif. Le nombre de paramètres est réduit et concerne la hauteur des oscillateurs, la fréquence du filtre, la résonance et les réglages d'enveloppe (filtre et amplificateur). Des commandent plus grandes permettent également de contrôler le son avec le pied en cours de jeu (volume, fréquence du filtre, sélection de préréglages).

## Taurus II
Le Taurus II succède au Taurus et sa période de commercialisation va de 1981 à 1983. Le Taurus II utilise le même module de synthèse que son contemporain à clavier classique, le Moog Rogue. Le Taurus II se présente différemment par rapport au Taurus : l'unité de synthèse est en effet désolidarisée du pédalier et peut être relevée en hauteur sur un mat pour un accès direct à la main pendant que le musicien joue avec les pieds. Le nouveau pédalier ne contient plus le moindre contrôle autre que les pédales le composant mais couvre désormais une octave et demi (18 notes). L'unité de synthèse ne propose quant à elle plus de préréglages mais dispose de molettes de modulation et de pitch bend ainsi que d'une interface CV/Gate. Avec notamment une forme d'onde supplémentaire pour les oscillateurs, un LFO et un générateur de bruit, les possibilités sonores du Taurus II sont plus étendues que celles du Taurus original.

## Taurus III
En 2010, Moog sort le Taurus III, nouvelle version du Taurus produit en série limitée de 1 000 unités. Selon le chef créatif de Moog, Cyril Lance, une réédition du Taurus était très demandée depuis le NAMM Show 2006, peu après la mort de Robert Moog. En 2007, Mike Adams, PDG de Moog, déclare qu'à partir de 250 unités pré-commandées, le Taurus pourrait être mis en production. Le projet du Taurus III, dirigé par Lance, démarre la même année lorsque le total de commandes atteint effectivement le chiffre de 250 unités. La production cesse en juin 2012.
Le Taurus III se place dans la lignée du modèle original et est donc plus proche de celui-ci que du Taurus II : l'unité de synthèse retrouve ainsi sa place dans le boitier du pédalier, qui est de nouveau à 13 notes (une octave), les touches de contrôles au pied, notamment pour la sélection des préréglages, font aussi leur retour ; enfin, deux grosses molettes de modulation sont également présentes. La synthèse voit le retour à une seule forme d'onde disponible pour les deux oscillateurs mais des fonctionnalités modernes sont cependant ajoutées, telles que les prises USB et MIDI, des emplacements mémoire pour sauvegarder les programmes et la sensibilité à la vélocité. Le Taurus III ajoute également un arpégiateur et, comme sur le Taurus II, un LFO. 

## Mode de synthèse
Le Taurus est un synthétiseur analogique monophonique. Sa voix unique comprend deux oscillateurs, un filtre et un amplificateur. Les oscillateurs du Taurus et du Taurus III disposent d'une seule forme d'onde : une dent de scie déformée. Le Taurus II comprend une forme d'onde supplémentaire (rectangulaire) mais la sélection de l'onde est la même pour les deux oscillateurs. Tous les modèles de Taurus utilisent un filtre passe-bas résonant à quatre pôles (24db / octave) avec suivi de clavier. Les Taurus II et III possèdent un LFO (oscillateur basse fréquence) qui peut moduler la fréquence de l'oscillateur et/ou celle du filtre.

## Utilisateurs notables
Le Taurus est bien connu pour son utilisation par des groupes de rock progressif, tels que Pink Floyd, Led Zeppelin, Rush, Yes et Genesis.  D'autres groupes, tels que U2 et The Police, ont également utilisé ce synthétiseur. John Hackett est réputé pour jouer du pédalier avec une main tout en modifiant le registre des octaves du Taurus de l'autre main. Le bassiste de Starcastle, Gary Strater, est reconnu pour avoir utilisé deux Taurus sur scène. Le pianiste et compositeur de musique électronique Nils Frahm l'utilise également.
Selon Moog Music, The Black Keys, Todd Tamanend Clark, Animal Collective, Jean Michel Jarre, Steely Dan, Weezer, Dream Theater, Umphrey's Mcgee ou Dave Matthews Band font partie des artistes ayant acheté le Taurus III.